# Das Ende von Maradu
Das Ende von Maradu ist ein US-amerikanischer Abenteuerfilm des Regisseurs George Melford aus dem Jahr 1931. Das Drehbuch basiert auf einer Erzählung von Dale Van Every.

## Handlung
Linda Rudolph ist auf der Suche nach ihrem Ehemann Allan. Nach einer langen und gefährlichen Reise erreicht sie das Königreich Maradu im Innern der Insel Borneo. Hier findet sie ihren Mann, der als Hofarzt unter dem Namen Dr. Clark arbeitet. Allan ist verbittert und wirft seiner Frau Untreue vor.
Prinz Hashin hat eine gute Erziehung genossen und an der Sorbonne in Paris studiert. Trotzdem findet er Gefallen daran, seine Feinde den Krokodilen zum Fraß vorzuwerfen. Hashin ist der Überzeugung, dass der in der Nähe befindliche Vulkan, der in letzter Zeit unruhig geworden ist, nicht ausbrechen werde, solange er lebe. Allerdings sei er der letzte seiner Familie und sollte er sterben, werde Maradu durch die Lava zerstört werden.
Hashin begehrt Linda, die sich im Dschungel nicht wohl fühlt. Lindas Ängste erweichen Allan. Eines Nachts macht er sich mit Linda davon. Hashin verfolgt das Paar und nimmt es gefangen. Allan soll am Morgen durch die Krokodile getötet werden. Hashin wendet sich Linda zu und bedroht sie. Doch Linda schießt Hashin nieder. Der Vulkan bricht aus, Allan und Linda können der Lava entkommen und überlassen Hashin seinem Schicksal.

## Kritiken
Mordaunt Hall von der New York Times bescheinigte dem Film einen großen Anteil, wenn nicht gar Überfluss, an Spannung, wobei allerdings die Plausibilität auf der Strecke bleibe.

## Hintergrund
Die Uraufführung fand am 1. August 1931 statt.